# M-Bus (Feldbus)

Schema für die Integration einer Zählerfernauslesung in Fernwirksysteme

Der M-Bus, kurz für Meter-Bus (von englisch „...meter“ für Messgerät), ist ein „Europäischer Standard (genormt in EN 13757) für ein Kommunikationssystem zur Zählerdatenübertragung für alle Sparten sowie verschiedene Sensoren und Aktoren“.
Unter „Sparten“ werden hier verschiedene Transportwege verstanden (Rohre, Leitungen, Kabel …); „Sensoren“ sind technische Fühler zur Messwertaufnahme; „Aktoren“ sind Elemente, die ferngesteuert aktiv in einen Energie- oder Medienfluss eingreifen können, z. B. die Strom- oder Gaszufuhr abschalten oder begrenzen.
Das M-Bus-Protokoll kann auf verschiedene physikalische Übertragungswege aufsetzen, u. a. Zwei-Draht-Leiter, TCP/IP over Ethernet, Funk im ISM-Band usw.
Im engeren Sinne wird das M-Bus-Protokoll genutzt, um von einer Zentraleinheit aus die (Verbrauchs-)Messdaten verschiedener Messstellen auszulesen, die sich ein gemeinsames Kommunikationsmedium teilen (den Bus).
Bei den Messstellen handelt es sich dann um Verbrauchszähler für z. B. Erdgas (m³), Wärme (kWh), Wasser (m³) oder elektrischen Strom (kWh).
Die europäische Leitlinie dieser Technik geht auf die Entwicklung des M-Bus im Jahre 1992 durch Horst Ziegler von der Universität Paderborn in Zusammenarbeit mit den Unternehmen Techem und Texas Instruments zurück. Als Teil intelligenter Energiezähler spielen sie unter dem Schlagwort Smart Metering eine Rolle. Das besondere ist dabei das Fernauslesen, bei dem die erhobenen Daten durch angeschlossene weitere Geräte unter anderem über das Internet oder das Mobilfunknetz übertragen und damit das visuelle Ablesen durch Menschen ersetzen können.

## Eine europäische Norm
Der M-Bus war ursprünglich in der europäischen Norm EN 1434 (Wärmezähler) beschrieben. Mittlerweile hat sich der M-Bus zu einem eigenständigen Standard in der Normenreihe EN 13757 (Kommunikationssysteme für Zähler) etabliert. Diese Norm beschreibt den M-Bus sowohl für die Verwendung über den Zwei-Draht-Bus (Teil 2) als auch für die Funkübertragung (Teil 4). Die Beschreibung der Kommunikation des M-Bus ist nur im Ansatz kompatibel zum internationalen OSI-Modell. Das gewählte Schichtenmodell entspricht dem 3-Schichten-Modell (EN 61334-4-1), welches vom 7-Schichten OSI-Modell abgeleitet wurde. Der Data Link Layer wurde entsprechend der internationalen Norm IEC 60870-5 umgesetzt.

## Anwendungen
Es gibt M-Bus-Geräte für folgende Messaufgaben:
- Gaszähler
- Stromzähler
- Wärmezähler
- Wasserzähler
- Rauchmelder
- Inkrementalgeber
- Analog-Digital-Umsetzer
- Feuchte- / Temperatursensoren

Der M-Bus hat im Umfeld der Messgeräte-Hersteller einige Marktbedeutung gewonnen. Interessant ist er vor allem im Zusammenhang von preiswerter Verbrauchserfassungs-Messtechnik mit der Gebäudeleittechnik. Auch bei Wärmeübergabe-Kompaktstationen wird er gerne eingesetzt. Dort werden die Temperatur- und Volumensensoren eines Wärmezählers für Regelungszwecke verwendet. Im Bereich der ursprünglich geplanten Anwendung „Zähler-Fernauslesung zur verbrauchsabhängigen Abrechnung“ wurde der zweidrahtbasierte M-Bus vielerorts durch preiswerte Funksysteme (z. B. Funkübertragung via M-Bus) verdrängt.
Über Gateways ist die Übertragung und Berücksichtigung in die Gebäudeautomatisierung über Direct-Digital-Control-Gebäudeautomation (DDC-GA) möglich. Einige DDC-GA-Hersteller haben zudem in ihre DDC-GA-Komponenten M-Bus-Master integriert. Bei der Einbindung von M-Bus über DDC-GA-Komponenten sind die Kompatibilitätslisten der DDC-GA-Hersteller zu konsultieren.

## Technische Details
Die Zweidraht-Variante des M-Bus ist ein Feldbus für die Verbrauchsdatenerfassung. Die Übertragung erfolgt seriell auf einer verpolungssicheren Zweidrahtleitung von den angeschlossenen Messgeräten (Slaves) zu einem Master. Der Master fragt über den Bus die Zähler ab. Die Stromversorgung der Slaves kann über den Bus erfolgen. Der Master kann ein eigenständiges Gerät oder ein PC mit einem Pegelwandler sein. Die Daten werden üblicherweise mit Geschwindigkeiten von 300 bis 9600 Baud übertragen. Für die Verkabelung ist keine bestimmte Topologie (Strang oder Stern) vorgeschrieben. Es kann normales Telefonkabel vom Typ J-Y(St)Y Nx2x0,8 mm genutzt werden. Pro Segment sind maximal 250 Zähler erlaubt – größere Anlagen werden mit Hilfe von Repeatern zusammengeschaltet. Die Datenübertragung vom Master zum Slave erfolgt über die Modulation der Versorgungsspannung (1 = 36 V / 0 = 24 V). Der Slave antwortet dem Master über die Modulation seines Stromverbrauchs um 11–20 mA. Der Ruhestrom (Mark-State oder logisch „1“) muss in engen Grenzen konstant sein. Eine „Unit-Load“ ist auf 1,5 mA festgelegt. Slaves mit höherem Strombedarf dürfen den Bus mit bis zu 4 Unit-Loads belasten.
Sämtliche Hersteller von M-Bus-Zählern bieten den Download der Spezifikation der übertragenen M-Bus-Daten ihrer Zähler an. Dies ist notwendig, da weder die Reihenfolge der Werte noch deren Umfang im M-Bus-Standard beschrieben ist. Um die Austauschbarkeit zu gewährleisten, wurde die Open Metering Specification erarbeitet und zur Überarbeitung der EN 13757 in die zuständigen Gremien eingebracht.
In einem frei verfügbaren Segment im Datentelegramm können herstellerspezifische Daten und Informationen übertragen werden. Diese herstellerspezifischen Daten sind meist Konfigurationsdaten und für den normalen Datenaustausch nicht von Interesse.
Die Erstinbetriebnahme der Zähler erfolgt in der Regel über eine vom Hersteller gelieferte Software mit Hilfe eines Laptops. Dazu ist das M-Bus-Gerät über einen M-Bus-Master direkt mit dem Laptop zu verbinden. Hierzu wird ein sogenannter „Pegelwandler“ verwendet. Anschließend kann die M-Bus-Adresse und die Uhrzeit eingestellt werden.

## Funktionsweise
In einem M-Bus-System wird ein Master benötigt, welcher gleichzeitig den Bus mit Strom versorgt. Dieser ist dafür zuständig, dass die Daten von den M-Bus-Slaves gesammelt und gegebenenfalls gespeichert und/oder weiterverarbeitet werden. Es darf nur einen Master in dem Bus-System geben, da es sonst zu Spannungs- und Paketkollisionen kommt. Intelligente Router oder sogenannte Splitter erlauben den zeitversetzten Zugriff von verschiedenen Mastern aus.
Der Adressraum für primäre Busadressen erstreckt sich über die Adressen 1 bis 250. Es können also 250 Slaves an einem Netz angeschlossen sein. Wenn Busteilnehmer auch die 8-stellige sekundäre Adressierung unterstützen, können folglich sehr viel mehr Geräte angeschlossen werden. Das Auslesen über die sekundäre Adresse braucht ungefähr doppelt so lange wie über die primäre Adresse.

## Vorteile
- Der M-Bus ist auf der Geräteseite preiswert und einfach zu realisieren und bei der Installation verpolungssicher.
- Endgeräte können über den Bus mit Strom versorgt werden.
- Es sind einfache, integrierte Interface-Schaltkreise beispielsweise von Texas Instruments TSS721, ON Semiconductor NCN5150 und NCN5151 verfügbar.
- Die digitale Kommunikation über den Bus ermöglicht, präzise Messwerte an nachfolgende Auswerteeinrichtungen zu übertragen.
- Viele Slaves können an einem Bus (Segment) betrieben werden.
- Mit Hilfe von Repeatern können große Netze aufgebaut werden.
- Durch den Einsatz von M-Bus-Modem-Mastern ist es möglich, den Verbrauch weit entfernter Anlagen zu erfassen.
- Es fallen keine Lizenzkosten an.
- Es sind keine speziellen Kabel notwendig. Auch ungeschirmte und unverdrillte Leitungen sind möglich.
- Die übertragenen Daten sind selbsterklärend was ihren binären Typ, Einheit und Auflösung angeht.

## Nachteile
- Die Anschlusselemente (Stecker) sind nicht genormt.
- Die Datenübertragung ist vergleichsweise langsam (2400 Baud) und zur Prozesssteuerung ungeeignet.
- Die Standardisierung auf Protokollebene ist lückenhaft. Vor dem Einsatz neuer Slaves ist die Kompatibilität zur Auswerteeinheit sicherzustellen.
- Es gibt keine Zertifizierungsstelle, welche die ordnungsgemäße Funktion von Master und Slaves sicherstellt.
- Die selbsterklärende Typdefinition in jedem Datenpaket führt zu größeren Datenmengen.
- Die Auswerteelektronik (Master) wird mit steigender Gerätezahl am Bus immer aufwändiger und teurer.

## Probleme
Die Einfachheit der Installation verleitet zu Fehlern. So sind die Leitungslängen nicht nur von der Fähigkeit des Masters, sondern auch von den Kabelquerschnitten und den Gerätetypen abhängig.
Ein weiteres Problem rührt von der ursprünglichen Idee der Zählerfernauslesung her. Da zu Abrechnungszwecken maximal einmal pro Tag gelesen wird, versorgen sich viele Geräte aus ihrer internen Batterie, statt die in der Norm vorgesehene 1,5 mA Unit-Load für die Stromversorgung zu nutzen. Da bei Energieoptimierungsaufgaben aber mindestens alle 15 Minuten zu lesen ist, wird bei solchen Geräten die fest eingebaute Batterie (z. B. Panasonic BR-2/3A 3V/1200mAh für 10 Jahre) schnell „leer gelesen“. So ist nicht jedes „günstige“ Gerät tauglich für jede Aufgabe.

## Anwendung in Wasserversorgungsunternehmen
In Versorgungsunternehmen können Zählerfernauslesesysteme zu einem Bestandteil der in der Fernwirktechnik eingebundenen Systeme werden. Dabei ist vorteilhaft, dass für die Zählerfernauslesung keine eigenen Übertragungsstrukturen aufzubauen sind. Der Daten- bzw. Fernwirktelegrammverkehr auf den bestehenden Strukturen wird dadurch nur geringfügig erhöht. Die Daten der Zählerfernauslesung können dann in den Leitsystemen direkt dargestellt und mit den Mechanismen des Leitsystems auch ausgewertet und weiter verarbeitet werden. Ebenso können diese Daten über die geläufigen Schnittstellen dann an Systeme zur Weiterverarbeitung der Daten übergeben werden bzw. von externen Systemen auf diese Daten zugegriffen werden.
Da die Zähler in der Regel in Schächten oder anderen Bauwerken platziert sind und diese über einen Anschluss mit einem Fernmeldeerdkabel ausgestattet sind, wird meist ein Adernpaar für die Zählerfernauslesung verwendet. Als Protokoll für die Kommunikation wird das M-Bus Protokoll genutzt, da es eine bidirektionale Kommunikation auf einem Adernpaar ermöglicht und die aktiven Komponenten mit diesem Adernpaar auch gleichzeitig mit Spannung versorgt werden können. Die elektrotechnischen Komponenten für die M-Bus Strukturen werden teilweise von den Herstellern der Wasserzähler mit vertrieben oder können bei verschiedenen Herstellern dieser Technik bezogen werden.
Eine M-Busstrecke kann bei guter Qualität der verwendeten Fernmeldeerdkabel eine Länge bis zu 10 km annehmen. Die Reichweite vom M-Bus ist physikalisch durch das Verschleifen der verwendeten Rechtecksignale begrenzt und sehr von der Kabelqualität beeinflusst. Die Anzahl der Zähler auf einer Strecke ist abhängig von der Signalgüte und vom gewünschten Ausleseintervall der Zähler. Daneben sind die zu verwendenden M-Bus Mastereinheiten immer nur für eine gewisse Anzahl anzuschließender Zähler dimensioniert.
Die über den M-Bus übertragenen Daten der Wasserzähler werden an eine M-Bus Mastereinheit übergeben. Diese Komponente setzt die M-Bus eigenen Spannungspegel und das besondere Zeitverhalten vom M-Bus um. Aus dem M-Bus Protokoll wird ein serielles Protokoll und an einer RS-232-Datenschnittstelle stehen die Daten dann zur Weitergabe an andere Systeme in üblichen Datenformat bereit. Hier kann die Kopplung mit jedem üblichen Fernwirk- oder Automatisierungssystem erfolgen. Die Erweiterung der Fernwirk- oder Automatisierungssysteme wegen einer Zählerfernauslesung beschränkt sich daher in der Regel nur auf eine zusätzliche Kommunikationsbaugruppe.
Die Software dieser Baugruppe hat einiges an Informationen vorzuhalten und zu organisieren. Alle Zähler von allen angeschlossenen M-Bus Mastereinheiten müssen in dieser Baugruppe hinterlegt werden und der Weg wie diese zu erreichen sind. Ebenso muss das individuelle Zeitverhalten für jede angeschlossene Strecke einzeln einzustellen sein. Auch die Interpretation der oft sehr unterschiedlichen Antworttelegramme der M-Bus Zähler und die Weitergabe in einem standardisierten Fernwirkprotokoll erfolgt in dieser Baugruppe. Der Ablauf der Auslesung eines Zählers erfolgt durch seine Adressierung, meist über die Sekundäradresse, die Auslesung und die anschließende Deadressierung des Zählers gemäß dem M-Bus Standard. Mit dem nächsten Zähler und allen weiteren Zählern wird ebenso verfahren bis alle Zähler ihre Daten geliefert haben. Über die bestehende Fernwirk- bzw. Übertragungstechnik werden nur die aktuellen Zählerstände in einem üblichen Protokoll, z. B.: IEC 60870-5-101 oder -104 übergeben.
Jede Lösung für Zählerfernauslesesysteme hat Vor- und Nachteile. Ein Nachteil bei dieser Lösung liegt in der Tatsache, dass bei einem Zählertausch immer ein neuer Zähler mit gleicher Sekundäradresse und gleicher Generation einzubauen ist. Versäumnisse dabei bedingen eine Anpassung der bestehenden Programmierungen der Kommunikationsbaugruppe an die neuen Zähler.
Zu den Vorbereitungen für eine Zählerfernauslesung mittels M-Bus gehört es, die Kabeleigenschaften zu überprüfen. Durch Messung vom Schleifen- und Isolationswiderstand können Unterbrechungen und Isolationsfehler erkannt werden. Schlechte Kabelmuffen, feuchte Kabelteilstücke und Folgen von Überspannungsausläufern durch Gewittereinwirkung müssen dadurch erkannt und beseitigt werden. Da Überspannungen auf Fernmeldeerdkabeln immer auftreten können, ist es sehr wichtig, die Kabeladern für die Zählerfernauslesung mit Überspannungsschutzmodulen auszustatten. Dadurch wird eine Risikominimierung in Bezug auf Schäden an den elektrotechnischen Komponenten erreicht.
Die Inbetriebsetzung einer Zählerfernauslesungsstrecke erfolgt nach dem Anschluss aller Zähler an der M-Bus Mastereinheit. Ein Notebook-PC, angeschlossen am seriellen Anschluss der M-Bus Mastereinheit, mit einem entsprechenden M-Bus Scan- und Ausleseprogramm lässt erkennen, ob alle Zähler ausgelesen werden können. Die dort als erfolgreich getesteten Zeitparameter für die Auslesung können dann auf der Kommunikationsbaugruppe eingestellt werden und vereinfachen die nachfolgende Inbetriebsetzung des Fernwirkgerätes oder der Speicherprogrammierbaren Steuerung.